# Teliphasa
Teliphasa is een geslacht van vlinders van de familie snuitmotten (Pyralidae), uit de onderfamilie Epipaschiinae.

## Soorten
- T. albifusa Hampson, 1896
- T. andrianalis Viette, 1960
- T. dibelana Ghesquière, 1942
- T. nubilosa Moore
- T. orbiculifer Moore, 1888
- T. picta (Warren, 1895)
- T. sakishimensis Inoue & Yamanaka, 1975